# San Mateo (kommunhuvudort i Guatemala)
San Mateo är en kommunhuvudort i Guatemala.   Den ligger i departementet Departamento de Quetzaltenango, i den västra delen av landet, 120 km väster om huvudstaden Guatemala City. San Mateo ligger 2 482 meter över havet och antalet invånare är 5 534.
Terrängen runt San Mateo är huvudsakligen kuperad, men söderut är den bergig. Runt San Mateo är det tätbefolkat, med 849 invånare per kvadratkilometer. Närmaste större samhälle är Quetzaltenango, 7,8 km sydost om San Mateo. I omgivningarna runt San Mateo växer huvudsakligen savannskog.